# Polygamus macropterus
Polygamus macropterus är en insektsart som beskrevs av George Clifford Carl 1914. Polygamus macropterus ingår i släktet Polygamus och familjen vårtbitare. Inga underarter finns listade i Catalogue of Life.